# Comarque de Lugo
Pour les articles homonymes, voir Lugo.
La comarque de Lugo est une comarque située au centre de la Province de Lugo, dans la communauté autonome de Galice, au nord-ouest de l'Espagne. 
Les comarques/provinces limitrophes sont : 
- Nord : comarque de
- Sud : comarque de
- Est : comarque de
- Ouest : comarque de

## Communes et population
| Nº | Municipio      | Extension (km²) | % du total | Habitants | % du total | Altitude (mètres) |
| -- | -------------- | --------------- | ---------- | --------- | ---------- | ----------------- |
| 1  | Castroverde    |                 |            |           |            |                   |
| 2  | O Corgo        |                 |            |           |            |                   |
| 3  | Friol          |                 |            |           |            |                   |
| 4  | Guntín         |                 |            |           |            |                   |
| 5  | Lugo           |                 |            |           |            |                   |
| 6  | Outeiro de Rei |                 |            |           |            |                   |
| 7  | Portomarín     |                 |            |           |            |                   |
| 8  | Rábade         |                 |            |           |            |                   |